# Palicourea hammelii
Palicourea hammelii är en måreväxtart som beskrevs av Charlotte M. Taylor. Palicourea hammelii ingår i släktet Palicourea och familjen måreväxter. Inga underarter finns listade i Catalogue of Life.